# دافيد ديبتريس
دافيد ديبتريس (11 نوفمبر 1988 الأرجنتين - ) هو لاعب كرة قدم أرجنتيني، يلعب كمهاجم.

## وصلات خارجية
دافيد ديبتريس على موقع اتحاد تركيا (لاعب) (الإنجليزية)
- دافيد ديبتريس على موقع قاعدة بيانات كرة القدم.إي يو (الإنجليزية)
- دافيد ديبتريس على موقع ناشيونال فوتبول تيمز (الإنجليزية)
- دافيد ديبتريس على موقع Soccerway.com (الإنجليزية)
- دافيد ديبتريس على موقع عالم كرة القدم.نت (الإنجليزية)
- دافيد ديبتريس على موقع AS.com (الإسبانية)